# Luc Moullet

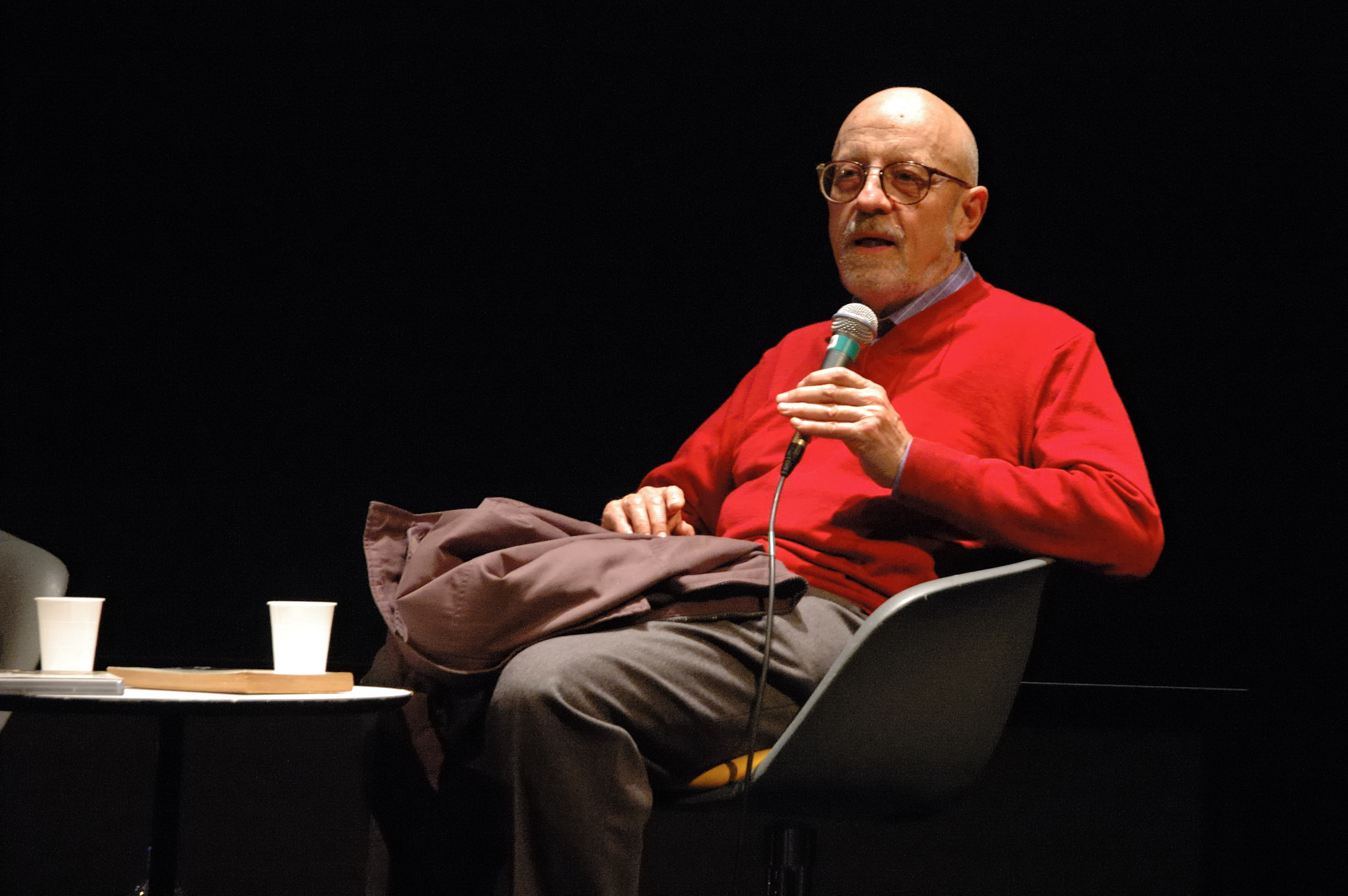
Luc Moullet (2008)

Luc Moullet (* 14. Oktober 1937 in Paris) ist ein französischer Filmregisseur, medienwissenschaftlicher Hochschullehrer und Filmkritiker.

## Leben
Er schrieb seit Anfang der 1960er Jahre Filmkritiken für die Les Cahiers du cinéma und machte schon 1960 seinen ersten Kurzfilm. Seither führte er in 33 Kurz- und Langfilmen Regie. Die meisten davon mussten mit extrem geringen Budgets realisiert werden. Die notgedrungene Arte-Povera-Ästhetik hat dem selbstironischen Witz seiner Filmarbeiten nicht geschadet. Der französische Regisseur Jean-Marie Straub hat Moullet als „einzig legitimen Erben von Jacques Tati und Luis Buñuel“ bezeichnet.
Moullet ist emeritierter Professor der Pariser Filmhochschule La fémis. Zuvor lehrte er an der Sorbonne Nouvelle. Für viele seiner und weitere Filme hat der Autorenfilmer Moullet auch als Darsteller und Drehbuchautor gewirkt. Anfang 2007 ist in Frankreich eine Gesammelte Werke-Box mit vier DVDs herausgekommen, die die wichtigsten Filme Moullets zugänglich macht. Da kaum eines seiner Werke mangels Original mit Untertiteln-Fassungen einen deutschen Verleih gefunden hatte, ist er für deutsche Cineasten häufig erstmals zu entdecken.

## Filmografie (Auswahl)
- 1966: Brigitte und Brigitte (Brigitte et Brigitte)
- 1967: Les Contrebandières
- 1971: Une aventure de Billy le Kid
- 1975: Anatomie einer Beziehung (Anatomie d‘un rapport)
- 1978: Entstehung einer Mahlzeit (Genese d‘un repas)
- 1987: Die Komödie der Arbeit (La comédie du travail)
- 1989: Die Sitze im Alcazar (Les sièges de l‘Alcazar)
- 1992: Parpaillon

## Auszeichnungen
- 2001 Kodak Short Film Award für Le Système Zsygmondy (2000)
- 1988 Prix Jean Vigo Bester Spielfilm für La Comédie du travail (1987)
- 1979 Interfilm Award - Forum New Cinema für Genèse d'un repas (1978)